# Sigma algebra
{\displaystyle \sigma }-algebra (sigma-algebra, též {\displaystyle \sigma }-těleso) je v matematice libovolný neprázdný systém množin, který je uzavřený na spočetné sjednocení a na rozdíl dvou prvků a obsahuje sjednocení všech svých prvků. Prefix {\displaystyle \sigma } v názvu vyjadřuje uzavřenost na spočetné sjednocení.

## Definice
Systém {\displaystyle {\mathcal {A}}} podmnožin množiny {\displaystyle X} nazveme {\displaystyle \sigma }-algebrou, jestliže obsahuje prázdnou množinu a je uzavřený na spočetné sjednocení a doplněk, tj.:
1. {\displaystyle \emptyset \in {\mathcal {A}}}
2. jestliže {\displaystyle (\forall n\in \mathbb {N} )(A_{n}\in {\mathcal {A}})}, pak {\displaystyle \bigcup _{n=1}^{\infty }A_{n}\in {\mathcal {A}}}
3. jestliže {\displaystyle A\in {\mathcal {A}}}, pak {\displaystyle X\setminus A\in {\mathcal {A}}}

## Vlastnosti
- {\displaystyle \sigma }-algebra obsahuje sjednocení všech svých prvků, tj.: {\displaystyle X\in {\mathcal {A}}}, což dostaneme dosazením prázdné množiny za {\displaystyle A} v poslední části definice
- {\displaystyle \sigma }-algebra je uzavřená na spočetný průnik svých prvků, tj. pro {\displaystyle (\forall n\in \mathbb {N} )(A_{n}\in {\mathcal {A}})} platí {\displaystyle \bigcap _{n=1}^{\infty }A_{n}\in {\mathcal {A}}}

## Použití
Koncept {\displaystyle \sigma }-algebry je důležitý především v teorii míry a v teorii pravděpodobnosti. Míra je libovolná nezáporná funkce, která je {\displaystyle \sigma }-aditivní a má na prázdné množině hodnotu {\displaystyle 0}. Pravděpodobnost je míra, která má na množině {\displaystyle X} hodnotu {\displaystyle 1}.

## Měřitelná množina
V teorii míry se dvojice {\displaystyle (X,{\mathcal {A}})}, kde {\displaystyle X} je libovolná množina a {\displaystyle {\mathcal {A}}} je {\displaystyle \sigma }-algebra na {\displaystyle X} nazývá měřitelný prostor a množiny {\displaystyle {\mathcal {A}}\in {\mathcal {A}}} nazýváme měřitelné množiny.